# Ripley Bogle
Ripley Bogle (titre original : Ripley Bogle) est un roman de Robert McLiam Wilson, publié en 1996. 

## Le texte
Ripley Bogle est le premier roman de l'auteur nord-irlandais Robert McLiam Wilson, publié en 1989 au Royaume-Uni. Écrit quand il avait 26 ans, il est sans doute son plus acclamé, remportant le Rooney Prize (en) et le Hughes Prize (de) en 1989, et un Betty Trask Award (en) et les Irish Book Awards l'année suivante. De nombreux éléments du roman sont autobiographiques  : l'auteur lui-même est né à Belfast, a fréquenté l'Université de Cambridge, a abandonné et est devenu sans-abri. Il est considéré comme un roman significatif, produisant « à la fois une réévaluation de l'identité littéraire nord-irlandaise et une perspective alternative sur Les Troubles ».

## Résumé
Le roman se déroule sur quatre jours à Londres, où Ripley Bogle, 22 ans, sans-abri, erre sans but dans les rues et réfléchit sur sa vie, s'adressant directement au lecteur. Il y a des flashbacks fréquents sur son enfance à Turf Lodge (en) à West Belfast pendant le Conflit nord-irlandais, son déménagement à l'Université de Cambridge et son déclin ultérieur dans le vagabondage.

## Analyse
- « Le roman de McLiam Wilson parodie plutôt un genre romanesque qu'une œuvre en particulier. […] Le nom du personnage rappelle ce chef-d’œuvre de parodie et d'écriture réflexive qu'est Tristram Shandy de Laurence Sterne, lui-même né en Irlande. Des aspects de Ripley Bogle peuvent être lus comme autant d'hommages à ce texte qui lui-même imitait pour les parodier les traits génériques du roman alors en plein essor. »[7]

## Réception et critiques
- « Une performance étonnante, fluide, profonde, en colère. Cela m'a fait rire; cela m'a fait réfléchir; cela m'a fait envie. » — The Irish Times[8]
- « Ripley Bogle est probablement l'un des meilleurs romans irlandais à avoir paru au cours de la dernière décennie. Il va droit à la jugulaire. » — The Times[8]
- Zachary Leader (en) dans la London Review of Books compare le roman du personnage principal à John Self et Charles Highway dans Money (en) de Martin Amis et Le Dossier Rachel : « Ripley Bogle n'est pas aussi bon roman que Le Dossier Rachel, et encore moins Money, mais son auteur a du talent et du courage. » Il poursuit : « Wilson est un écrivain qui vaut la peine d'être surveillé. » [9]
- Liam Callanan (en) dans le New York Times écrit : « L'ombre d'Ulysse est omniprésente tout au long du roman, puisque les divagations sournoises de Bogle autour de Londres au cours d'un long week-end établissent un parallèle clair avec les errances de Bloom à travers Dublin, presque au point de parodie » et conclut : « En détaillant les détails douloureux de l'existence des sans-abri avec une précision douloureuse, Bogle parvient à rendre l'hostilité impersonnelle de la vie de rue à Londres presque aussi cruelle que la terreur intime de Belfast. Il est d'une déroutant dans ses descriptions d'un épisode horrible après l'autre, mais rendre les lecteurs mal à l'aise semble être précisément le but de Wilson. Quelle meilleure façon d'évoquer un monde de violence insensée que de déconcerter le lecteur avec un narrateur stimulant - et déroutant ? Et quelle meilleure façon de laisser le lecteur vraiment perplexe qu'en lançant une série de rebondissements gratuits à la fin du roman ? »[10]

## Éditions

### Éditions anglaises
- Ripley Bogle, Andre Deutsch, 1989
- Ripley Bogle, Arcade Publishing (en), 1998

### Éditions françaises
- Ripley Bogle, Christian Bourgois, coll. « Fictives », 1996  (ISBN 2-267-01374-6)
- Ripley Bogle, 10/18, 1998  (ISBN 2-267-01374-6)
- Ripley Bogle, Actes Sud, 2017  (ISBN 978-2-330-08658-9)